# Boinflytande
Boinflytande är de möjligheter som ger hyresgästerna inom allmännyttiga bostadsföretag i Sverige möjlighet att påverka sin bostad och bostadsområdets gemensamma frågor.